# Ile des Cendres
Ile des Cendres (vietnamesisch Hòn Tro, internationaler Name von französisch île des Cendres „Ascheninsel“) ist eine Gruppe von submarinen Vulkanen südöstlich der Küste von Vietnam. 
Die Gruppe besteht aus zwei submarinen Schlackekegeln, die während der letzten Eruption 1923 zwei kurzlebige Inseln bildeten. Die eine Insel war 30 m hoch und 450 m lang, die andere Insel war nur 30 cm hoch und nur 30 m breit. Die Inseln erodierten danach bis unter den Meeresspiegel. Ein dritter Kegel wuchs bis 20 m unter der Meeresoberfläche. Weitere Kegel treten zwischen Ile des Cendres und dem Festland Vietnams auf.